# Torneio de Roland Garros de 1992
O Torneio de Roland Garros de 1992 foi um torneio de tênis disputado nas quadras de saibro do Stade Roland Garros, em Paris, na França, entre 25 de maio e 7 de junho. Corresponde à 25ª edição da era aberta e à 91ª de todos os tempos.

## Finais

### Profissional
| Categoria | Evento    | Campeã(s)(o/ões)                        | Vice-campeã(s)(o/ões)                     | Resultado       | Chave(s)  | Chave(s)       |
| --------- | --------- | --------------------------------------- | ----------------------------------------- | --------------- | --------- | -------------- |
| Simples   | Masculino | Jim Courier                             | Petr Korda                                | 7–5, 6–2, 6–1   | principal | qualificatório |
| Simples   | Feminino  | Monica Seles                            | Steffi Graf                               | 6–2, 3–6, 10–8  | principal | qualificatório |
| Duplas    | Masculino | Jakob Hlasek Marc Rosset                | David Adams Andrei Olhovskiy              | 7–64, 36–7, 7–5 | principal | principal      |
| Duplas    | Feminino  | Gigi Fernández Natasha Zvereva          | Conchita Martínez Arantxa Sánchez Vicario | 6–3, 6–2        | principal | principal      |
| Duplas    | Misto     | Arantxa Sánchez Vicario Todd Woodbridge | Lori McNeil Bryan Shelton                 | 6–2, 6–3        | principal | principal      |

### Juvenil
| Categoria | Evento    | Campeã(s)(o/ões)              | Vice-campeã(s)(o/ões) | Resultado     | Chave(s)  | Chave(s)       |
| --------- | --------- | ----------------------------- | --------------------- | ------------- | --------- | -------------- |
| Simples   | Masculino | Andrei Pavel                  | Mosé Navarra          | 6–1, 3–6, 6–3 | principal | qualificatório |
| Simples   | Feminino  | Rossana de los Ríos           | Paola Suárez          | 6–4, 6–0      | principal | qualificatório |
| Duplas    | Masculino | Enrique Abaroa Grant Doyle    |                       |               | principal | principal      |
| Duplas    | Feminino  | Laurence Courtois Nancy Feber |                       |               | principal | principal      |